# Umfredo de Hauteville
Umfredo de Hauteville (Onfroi) (supranumit Abagelard) (n. cca. 1010 – d. august 1057), membru al familiei Hauteville, a fost conte de Apulia și Calabria de la 1051 până la moarte.
Umfredo a fost probabil cel mai mic dintre fiii pe care Tancred de Hauteville i-a avut cu prima sa soție, Muriel(la). Unele surse îi consideră pe Geoffroi și Sarlo ca frați mai mici ai lui Umfredo. Se apreciază de obicei că Umfredo i-ar fi însoțit pe frații săi mai mari Guillaume Braț de Fier și Drogo în sudul Italiei în jurul anului 1035, bazându-se pe mărturia cronicarului Goffredo Malaterra; cu toate acestea, se poate ca el să fi ajuns acolo mai târziu, în 1044, în timpul domniei fratelui său Guillaume. În jur de 1047, lui Umfredo i s-a conferit senioria (sau comitatul) de Lavello de către fratele său Drogo, căruia i-a succedat apoi în calitatea de conte de Apulia în august 1051. În primii ani petrecuți în Lavello, el l-a angajat pe tânărul Richard Drengot, care ulterior avea să îl sprijine împotriva papalității. În 1053, Umfredo i-a primit pe fratele său Geoffroi și pe frații vitregi Mauger și Guillaume, la sosirea acestora în Italia. El i-a acordat lui Mauger Capitanata (în provincia Foggia), iar pe Guillaume l-a numit conte "al Principatului".
Domnia sa și-a avut începutul într-un context în care persistau neînțelegerile de la sfârșitul domniei fratelui său Drogo. Umfredo a pedepsit cu asprime pe cei care instigaseră asasinarea fratelui său. Mulți cavaleri normanzi se aflau în stare de rebeliune și provocau pagube teritoriilor stăpânite de papalitate. Principele longobard Guaimar al IV-lea de Salerno l-a sprijinit pe Umfredo în a-și menține succesiunea, însă a fost asasinat curând. Papa Leon al IX-lea a organizat o coaliție împotriva normanzilor și a pornit în marș către sud. Forțele papale și cele ale normanzilor s-au confruntat în bătălia de la Civitate (lângă Civitate sul Fortore) în 18 iunie 1053. Umfredo s-a aflat în fruntea armatelor familiei Hauteville (fiind asistat de mai tânărul său frate vitreg Robert Guiscard) și ale familiei Drengot (bucurându-se de sprijinul lui Richard Drengot), luptând împotriva forțelor combinate ale Papalității și ale Imperiului romano-german. Normanzii au distrus practic armata papală, capturându-l pe suveranul pontif, pe care l-au închis în Benevento, oraș pe care îl capturaseră cu autorizația împăratului încă din 1047. În cele din urmă, papa Leon a fost eliberat la 12 martie 1054, însă a murit la scurtă vreme după aceea.
Ca urmare a bătăliei de la Civitate, normanzii de sub conducerea lui Umfredo au profitat de drastica slăbire a papalității pentru a-și continua cuceririle. Ei au capturat Oria, Nardò și Lecce până la sfârșitul anului 1055. Robert Guiscard, adevăratul erou de la Civitate, a cucerit în acest timp Minervino Murge, Otranto și Gallipoli înainte ca Umfredo să îl trimită înapoi în Calabria de teama creșterii puterii și influenței sale. După moartea sa din 1057 (sau 1056 potrivit unora dintre surse), Umfredo a fost succedat în calitatea de conte de către Robert. Umfredo îi acordase lui Guiscard supravegherea asupra copiilor săi minori, însă Guiscard le-a confiscat acestora moștenirea.
Soția lui Umfredo a fost considerată o "soră a ducelui de Sorrento" de către cronicarul Amato de Montecassino. Aceasta ar putea să însemne că era vorba de Gaitelgrima de Salerno, fiică a principelui Guaimar al III-lea de Salerno. S-a considerat adeseori că ar fi fost de fapt vorba de o fiică a lui Guaimar al IV-lea, adică văduva fratelui său Drogo, lucru care este imposibil.
Umfredo a avut doi copii:
- Abagelard, n. înainte de 1044 și d. în Grecia în 1081
- Herman, n. înainte de 1045 și d. în Bizanț în 1097

Se știe că Umfredo a mai avut cel puțin o fiică, pe baza unei povești relatate de Amato de Montecassino. Abelard a fugit de Robert Guiscard împreună cu "Gradilon, soțul surorii lui" în 1078, pe când se afla în stare de revoltă față de unchiul său. Gradilon a fost capturat de către trupele lui Guiscard în apropiere de Trevico în vara lui 1079 și supus orbirii.